# César Arturo Ramos
César Arturo Ramos Palazuelos (Culiacán, 15 de diciembre de 1983) es un árbitro  mexicano de fútbol.Es árbitro internacional FIFA desde 2014. Es designado regularmente para dirigir los partidos de la Liga de Campeones de la Concacaf y las finales de vuelta de la Primera División de México. Ha tenido excelentes participaciones en las últimas competencias internacionales. 

## Trayectoria
Ramos debutó el 28 de octubre de 2003 en la Primera División A en el Zacatepec contra Santos Laguna. Su debut en la Primera División como cuarto árbitro fue en 2011 en un partido entre San Luis y Puebla en San Luis Potosí. Un año después, se estrenó como árbitro principal en el partido entre Monterrey y Tijuana en Monterrey.
Fue designado para la final de la Copa Mundial de Clubes de la FIFA 2017 entre Real Madrid y Grêmio (1–0).
Ha dirigido alrededor de 6 finales en la Liga MX, además de también poder haber arbitrado en 10 finales de corte internacional
y fue árbitro principal en la Copa Asiática 2019.
También ha estado en Juegos Centroamericanos y del Caribe Veracruz 2014; Copas Mundiales Sub-20: 2015 y 2017, Copa Oro, las Eliminatorias Concacaf, los Juegos Olímpicos de Río 2016 y en la Concachampions de la Concacaf.
En la Copa Mundial de la FIFA Catar 2022, él ha arbitrado en 2 partidos de la fase de grupos, un partido de octavos de final y fue elegido para dirigir la seminifinal entre Francia y Marruecos.
A principios de 2023, el Ayuntamiento de Culiacán reconoció a César Ramos por su destacada participación como árbitro en la Copa del Mundo de la FIFA 2022 en Catar. Arbitró cuatro partidos, incluyendo las emocionantes semifinales entre Francia y Marruecos, lo que lo consolidó como uno de los mejores árbitros a nivel internacional. La ceremonia de reconocimiento, celebrada en el Instituto MIA de Culiacán, contó con la presencia de personalidades destacadas y seres queridos de Ramos, reflejando el orgullo y admiración de su ciudad natal por su brillante trayectoria en el arbitraje deportivo.

## Copa Mundial de la FIFA
| Copa Mundial de Fútbol de 2018 – Rusia | Copa Mundial de Fútbol de 2018 – Rusia | Copa Mundial de Fútbol de 2018 – Rusia | Copa Mundial de Fútbol de 2018 – Rusia | Copa Mundial de Fútbol de 2018 – Rusia | Copa Mundial de Fútbol de 2018 – Rusia   | Copa Mundial de Fútbol de 2018 – Rusia | Copa Mundial de Fútbol de 2018 – Rusia |
| Fecha                                  | Partido                                | Sede                                   | Fase                                   | Amonestado                             | Otorgado · Otorgado otra vez · Expulsado | Expulsado                              | Anotado · Penal                        |
| -------------------------------------- | -------------------------------------- | -------------------------------------- | -------------------------------------- | -------------------------------------- | ---------------------------------------- | -------------------------------------- | -------------------------------------- |
| 17 de junio de 2018                    | Brasil 1 – 1 Suiza                     | Rostov-on-Don                          | Fase de grupos                         | 4                                      | 0                                        | 0                                      | 0                                      |
| 24 de junio de 2018                    | Polonia 0 – 3 Colombia                 | Kazán                                  | Fase de grupos                         | 2                                      | 0                                        | 0                                      | 0                                      |
| 30 de junio de 2018                    | Uruguay 2 – 1 Portugal                 | Sochi                                  | Octavos de final                       | 1                                      | 0                                        | 0                                      | 0                                      |
| Copa Mundial de Fútbol de 2022 – Catar |                                        |                                        |                                        |                                        |                                          |                                        |                                        |
| Fecha                                  | Partido                                | Sede                                   | Fase                                   | Amonestado                             | Otorgado · Otorgado otra vez · Expulsado | Expulsado                              | Anotado · Penal                        |
| 22 de noviembre de 2022                | Dinamarca 0 – 0 Túnez                  | Estadio Ciudad de la Educación         | Fase de grupos                         | 3                                      | 0                                        | 0                                      | 0                                      |
| 27 de noviembre de 2022                | Bélgica 0 – 2 Marruecos                | Estadio Al Thumama                     | Fase de grupos                         | 2                                      | 0                                        | 0                                      | 0                                      |
| 6 de diciembre de 2022                 | Portugal 6 – 1 Suiza                   | Estadio Icónico de Lusail              | Octavos de final                       | 1                                      | 0                                        | 0                                      | 0                                      |
| 14 de diciembre de 2022                | Francia 2 – 0 Marruecos                | Estadio Al Bayt                        | Semifinal                              | 0                                      | 0                                        | 0                                      | 0                                      |